# Felix Hurdes
Felix Hurdes (* 9. August 1901 in Bruneck, Tirol, Österreich-Ungarn; † 12. Oktober 1974 in Wien) war Rechtsanwalt, Politiker und Mitbegründer der ÖVP. Hurdes war von 1953 bis 1959 Nationalratspräsident.

## Leben
Hurdes studierte Jus und wurde 1925 zum Doktor der Rechte promoviert. Gerichts- und Anwaltsausbildung folgten in Wien und Klagenfurt. In Klagenfurt eröffnete er 1935 eine eigene Kanzlei. Hurdes, aus der katholischen Jugendbewegung kommend, sodann im politischen Katholizismus engagiert, wurde in den 1930er Jahren zunächst Gemeinderat in Klagenfurt (1935–1936) sowie Obmann des Kärntner Pressvereins. Hurdes wurde 1936 Landesrat für Schulen und Bauten.
Während des „Anschlusses“ Österreichs wurde Hurdes am 11. März 1938 von den Nationalsozialisten verhaftet und im Mai 1938 ins KZ Dachau deportiert. Nach seiner Freilassung im Mai 1939 wurde er Rechtskonsulent für eine Baufirma in Wien. Ab 1940 war er in gewerkschaftlichen Widerstandskreisen aktiv und hatte über Heinrich Maier Kontakte zur Gruppe Maier-Messner-Caldonazzi. In jener Zeit besprach er auch mit Gesinnungsfreunden die Möglichkeit, das Erbe der Christlichsozialen Partei weiterzuführen und arbeitete an einem Konzept einer Volkspartei genannten Sammelpartei, die den Gegensatz von Kapital und Arbeit durch „Solidarismus“ auflösen sollte. 1944 kam er erneut in KZ-Haft, diesmal im KZ Mauthausen. Von hier wurde er am 18. Jänner 1945 in das Landesgericht Wien verlegt, wo es nicht mehr zum geplanten Prozess gegen ihn kam; noch vor der Befreiung Wiens wurde er am 6. April freigelassen.

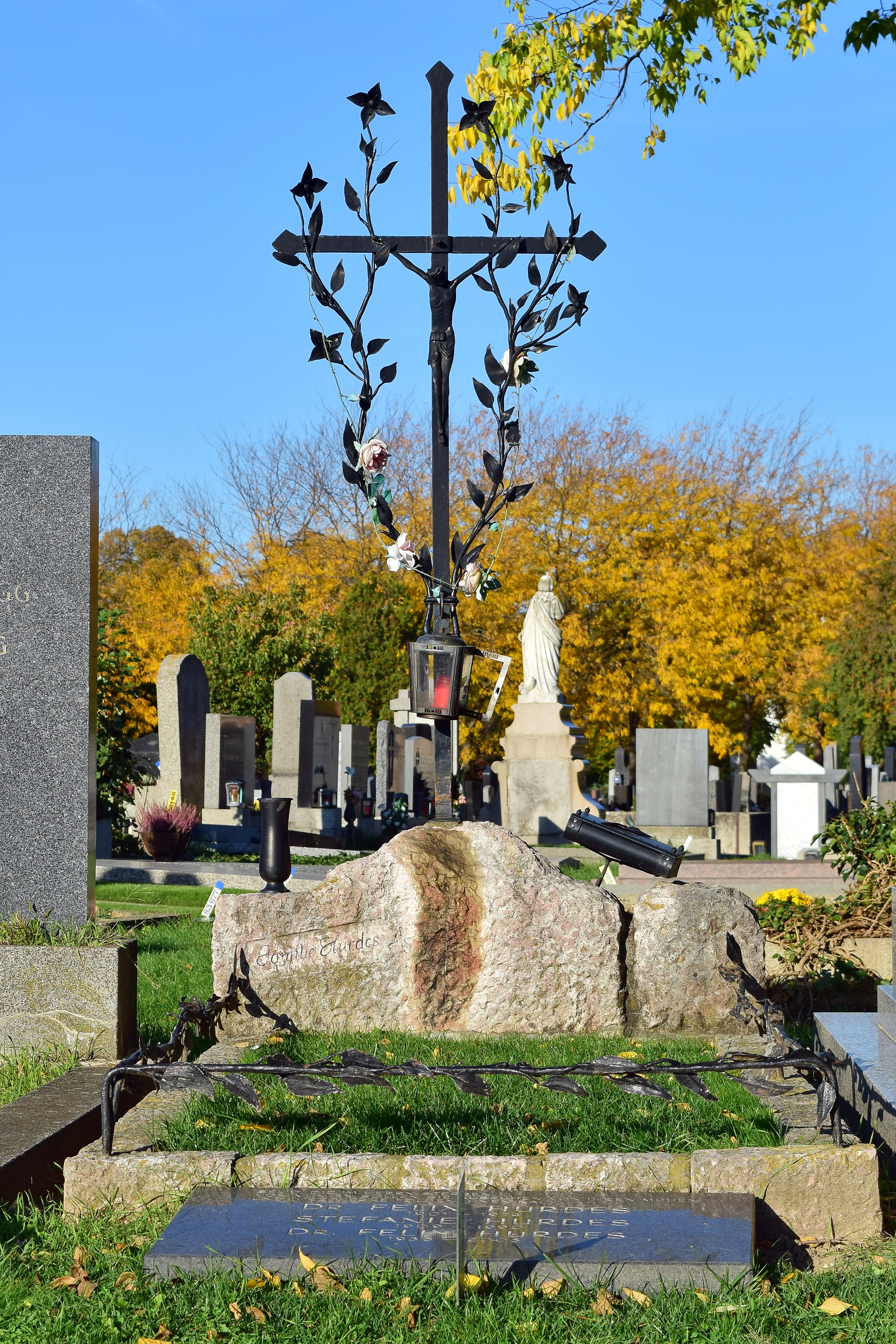
Ehrengrab von Felix Hurdes auf dem Wiener Zentralfriedhof

Nach dem Ende des Zweiten Weltkrieges war Hurdes einer der Mitbegründer der Österreichischen Volkspartei (ÖVP) und von 1945 bis 1951 deren Generalsekretär. In diese Zeit fällt seine Teilnahme am ersten Bundesparteitag der CDU Deutschlands in Goslar (1950). Von 1945 bis 1952 war er Bundesminister für Unterricht. In seine Zeit fiel ein Erlass des Unterrichtsministeriums, nach dem im Schulzeugnis nicht Deutsch, sondern Unterrichtssprache stehen musste, damit es nicht an das Deutsche Reich erinnert. Das führte dazu, dass die österreichische Umgangssprache als hurdestanisch bezeichnet wurde. Neuere Forschungen haben aber ergeben, dass diese Entscheidung höchstwahrscheinlich schon auf einen Erlass seines Amtsvorgängers Ernst Fischer zurückgeht und Felix Hurdes nur in der öffentlichen Diskussion als Verantwortlicher dargestellt wurde und vor allem von deutschnationalen Kreisen dafür hart kritisiert wurde. Beide Politiker, sowohl der Kommunist Fischer als auch der Christlichsoziale Hurdes, lehnten aber vor dem Hintergrund der eigenen Erfahrungen im Krieg alles Deutsche ab und versuchten eine eigenständige kulturelle und sprachliche Identität Österreichs zu fördern. Im Jahr 1951 erschien so auch zum ersten Mal das Österreichische Wörterbuch, das seitdem im offiziellen Sprachgebrauch die österreichische Standardvarietät der deutschen Sprache definiert.
Hurdes war von 1945 bis 1966 Abgeordneter zum Nationalrat und von 1953 bis 1959 Erster Präsident des Nationalrates. Ein TV-Programm 1958 der Kabarettisten Helmut Qualtinger und Gerhard Bronner mit der Nummer Der Papa wird’s schon richten trug 1959 zum Rücktritt Hurdes’ von diesem Amt bei. Darin wird darauf angespielt, dass Hurdes einen schweren Autounfall seines Sohnes unter den Teppich kehren ließ. Nachdem Hurdes am 14. Februar 1962 zum Klubobmann des ÖVP-Parlamentsklubs gewählt wurde, blieb er bis zur Nationalratswahl 1966 in diesem Amt.
Hurdes engagierte sich als Vizepräsident der Vereinigung der christlich-demokratischen Volksparteien (Nouvelles Equipes Internationales). Er war zudem Ehrenmitglied der katholischen Studentenverbindungen K.St.V. Rhenania Wien im Mittelschüler-Kartell-Verband, KÖStV Nibelungia Wien und KÖHV Sängerschaft Waltharia Wien im Österreichischen Cartellverband (ÖCV).
Er ruht in einem ehrenhalber gewidmeten Grab auf dem Wiener Zentralfriedhof (15E-16-8).

## Ehrungen
- 1950: Anton-Bruckner-Ring
- 1957: Großkreuz des Verdienstordens der Bundesrepublik Deutschland
- 1957: Karl-Renner-Preis der Stadt Wien[13][14][15][16]
- Großes Goldenes Ehrenzeichen für Verdienste um die Republik Österreich[17]

## Schriften
- Vater unser – Gedanken aus dem Konzentrationslager, Herder 1950.